# Letter (纸张尺寸)

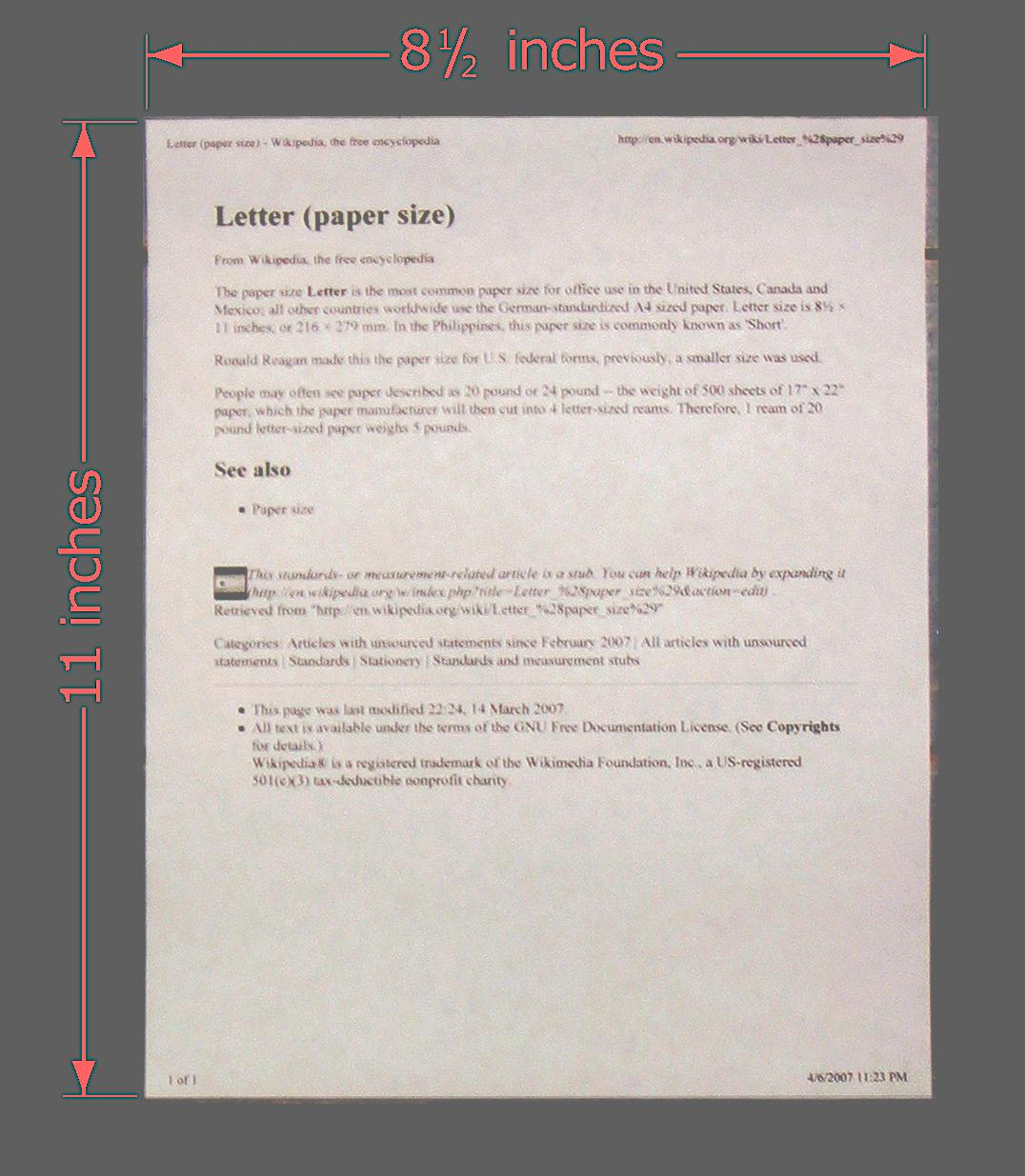
一張Letter尺寸紙張。

Letter尺寸（陰影亮藍色）、政府紙張尺寸與其他相似紙張、照片紙張尺寸的比較。

Letter，又稱US Letter，是北美洲、玻利維亞、哥倫比亞、委內瑞拉、菲律賓與智利的官方纸张尺寸，以美国国家标准学会所認可採用的ANSI標準，Letter紙張尺寸为8.5英寸×11英寸（215.9毫米×279.4毫米），有別於已受多數國家採用的ISO標準A4纸尺寸（为210毫米×297毫米）。
在1980年代早期，罗纳德·里根使此紙張尺寸成為美國聯邦格式；在此之前，尺寸較小的「官方」、「政府Letter」尺寸則為8英吋×10.5英吋（203.2毫米×266.7毫米）。
在中国大陆，Letter尺寸的纸张多见于针式打印机所使用的穿孔连续打印纸。